# Fulvio Giulio della Corgna
Fulvio Giulio della Corgna (Perugia, 19 novembre 1517 – Roma, 2 marzo 1583) è stato un vescovo cattolico e cardinale italiano della Chiesa cattolica, nominato da Giulio III.
Figlio del nobile perugino Francia della Corgna e di Jacopa Ciocchi del Monte, era nipote per parte di madre del papa Giulio III e bisnipote del cardinale Antonio Maria Ciocchi del Monte. Fu coreggente del marchesato di Castiglione del Lago (1563-1583).

## Biografia

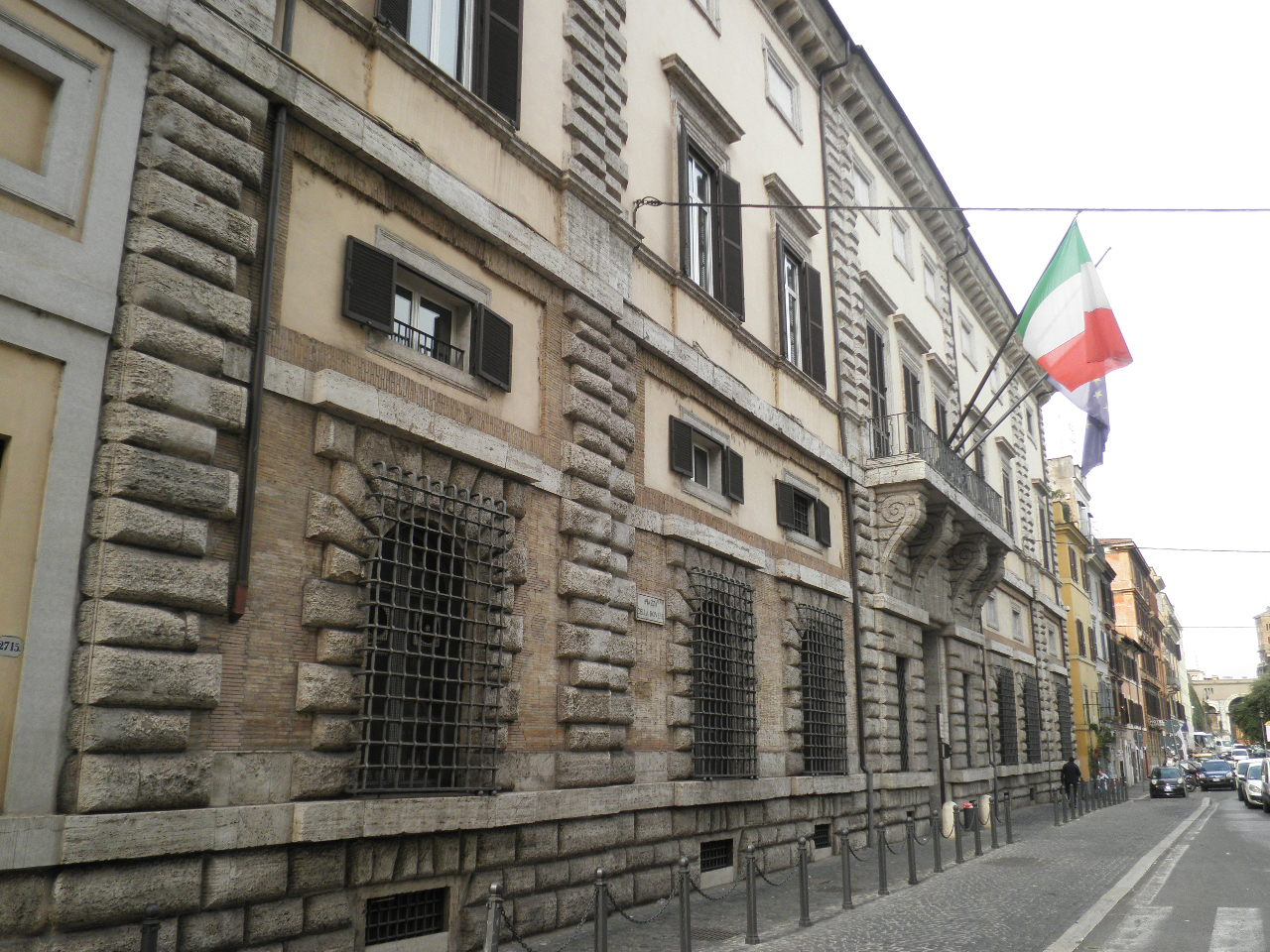
Palazzo Salviati alla Lungara, residenza romana del cardinale

Entrò giovane nell'Ordine di San Giovanni di Gerusalemme (O.S.Io.Hieros.), dove prese il nome di religione di Giulio in onore dello zio papa. Entrò alla corte del prozio cardinal Ciocchi del Monte, a Perugia.

### Vescovo di Perugia e cardinale
Vescovo di Perugia dal 5 maggio 1550 al 22 marzo 1553, fu creato cardinale prete il 20 novembre 1551 dallo zio Giulio III con il titolo di Santa Maria in Via, creato ex novo. Divenne, poi, governatore di Norcia e Montagna il 15 dicembre 1550.
Su richiesta di Cosimo de' Medici, duca di Firenze, fu nominato amministratore di Spoleto perché calmasse i violenti tumulti verificatisi in quella città il 22 marzo 1553.
Fu legato pontificio ad Ascoli e Rieti dal 16 febbraio 1554.
Avendo avvisato suo fratello Ascanio della decisione di Paolo IV di arrestarlo perché in comunicazione segreta con gli agenti del re Filippo II di Spagna, lo stesso Papa lo fece arrestare mentre si recava al concistoro del 27 luglio 1556; lo privò del titolo cardinalizio e lo rinchiuse in Castel Sant'Angelo, ma quando gli spagnoli giunsero vicino a Roma, il pontefice dovette liberarlo e ripristinarlo nel suo rango.

### Marchese di Castiglione del Lago
Nel 1560 divenne governatore di Castel della Pieve. Dal 1563 al 1583 fu coreggente del marchesato di Castiglione del Lago insieme al fratello Ascanio e al nipote Diomede, figlio della sorella Laura. Risiedette fastosamente nella Villa del Colle del Cardinale, ma anche nel castello di Pieve del Vescovo (Corciano), nella palazzina di caccia dell'abbazia dei Sette Frati di Pietrafitta, così pure nell'appartamento del palazzo di Castiglione e soprattutto nel palazzo Salviati alla Lungara di Roma, dove morirà Ascanio, nel 1571, e lui stesso. Da ricordare che Fulvio ampliò nel 1581 gli Statuti del marchesato castiglionese (Danni Dati), emanati dal fratello e completati in seguito dal nipote Diomede nel 1592.
Tornò alla sede di Perugia dal 6 settembre 1564 al 5 maggio 1574.

### Cardinale di Albano

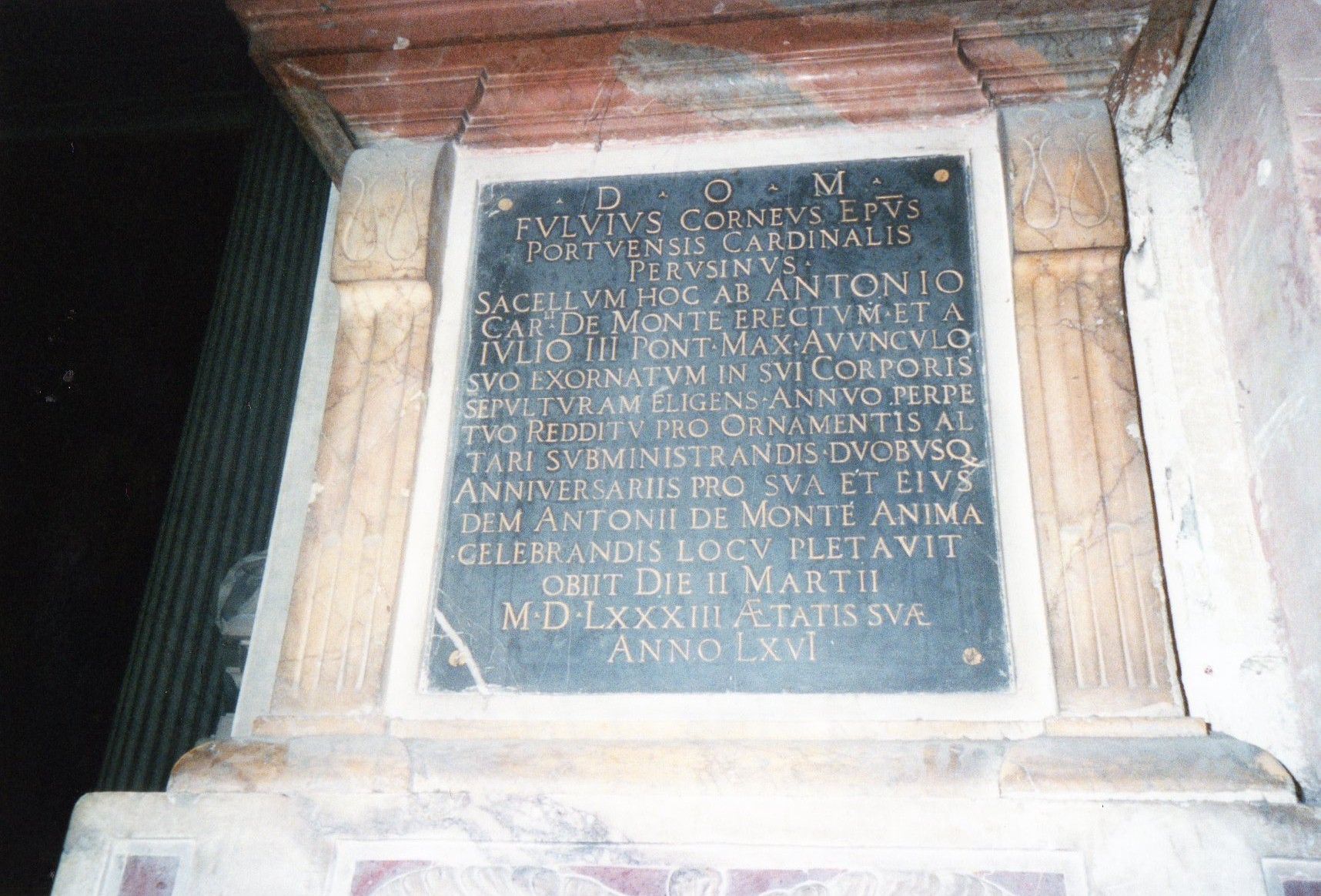
Chiesa di San Pietro in Montorio, Roma: tomba di Fulvio Giulio della Corgna

Ebbe vari titoli cardinalizi: San Bartolomeo all'Isola dal 29 maggio 1555; Santo Stefano al Monte Celio dal 20 settembre 1557. Fu Camerlengo del Sacro Collegio dal 15 gennaio 1561 al 9 gennaio 1562. Detenne, altresì, il titolo di Sant'Agata alla Suburra (pro illa vice titolo presbiterale) dal 18 maggio 1562; Sant'Angelo in Pescheria  (pro illa vice titolo presbiterale) dal 7 febbraio 1565; San Lorenzo in Lucina dal 30 gennaio 1566; Sant'Adriano al Foro  (pro illa vice titolo presbiterale) dal 3 marzo 1567.
Fulvio divenne cardinale vescovo di Albano, essendo il più anziano dei porporati della curia romana il 5 maggio 1574. In tale momento rinunciò alla sede di Perugia a causa dei decreti del Concilio di Trento che proibivano l'accumulo delle cariche episcopali.
Fu lui che raccomandò lo scrittore Scipione Tolomei presso il futuro Sisto V, al fine di fargli ricoprire la carica di segretario, che il letterato perugino indi svolgerà per quasi 30 anni al servizio della famiglia della Corgna. Anche il poeta Cesare Caporali curò la cancelleria del cardinale della Corgna: non contento del trattamento che l'austero Fulvio gli riservò, in un suo poemetto lo criticò senza mezzi termini.

### Cardinale di Porto-Santa Rufina e ultimi anni
Giunse infine alla sede di Porto e Santa Rufina il 5 dicembre 1580, titolarità propria del vice-decano del collegio cardinalizio.
Morì, di idropisia, a Roma il 2 marzo 1583, e fu sepolto nella cappella Del Monte nella chiesa di San Pietro in Montorio, vicino ai parenti della famiglia materna, cui appartenne Giulio III, fratello della madre Jacopa. Il cardinale fu l'ultimo esponente maschile dei della Corgna: la dinastia castiglionese continuò con il nipote Diomede.
La lapide della sua tomba recita:
```
D.     O.     M.
FVLVIVS CORNEVS
EPISCOPVS PORTVENSIS
CARDINALIS PERVSINVS SACELLVM
HOC
AB ANTONIO DE MONTE,
ET
A IVLIO III. PONT. MAX.
AVVNCVLO SVO EXORNATVM
IN SVI CORPORIS SEPVLTVRAM
ELIGENS ANNVO PERPETVO REDDITV
PRO ORNAMENTIS ALTARI SVBMINISTRANDIS
DVOBVSQUE ANNIVERSARIIS PRO SVA
ET
EIVSDEM. ANTONII DE MONTE
ANIMA CELEBRANDIS
OBIIT
DIE II. MARTII MDLXXXIII.
AETATIS. SVAE LXVI.
```

## Conclave
Durante il suo cardinalato Fulvio Giulio della Corgna partecipò ai seguenti conclavi:
- primo conclave del 1555, che elesse papa Marcello II
- secondo conclave del 1555, che elesse papa Paolo IV
- conclave del 1559, che elesse papa Pio IV
- conclave del 1565/1566, che elesse papa Pio V
- conclave del 1572, che elesse papa Gregorio XIII

## Successione apostolica
La successione apostolica è:
- Cardinale Girolamo Simoncelli (1573)
- Vescovo Ottavio Santacroce (1576)